# William Forsythe
William Forsythe (Brooklyn, 1955. június 7. –) amerikai színész, filmproducer.
A filmvásznon gyakran alakít negatív szereplőket, főként gengsztereket. Hasonló szerepkörben tűnt fel az Arizonai ördögfióka (1987), a Dick Tracy (1990), a Törvényre törve (1991), a Gotti (1996) és A szikla (1996) című filmekben.
Visszatérő, illetve főszereplője volt a John Doe – A múlt nélküli ember, a Las Vegas, a Boardwalk Empire – Gengszterkorzó és a Maffiadoktor című televíziós sorozatoknak.

## Élete és pályafutása
Anyai nagyapja révén olasz, továbbá skót, angol, ír és német felmenőkkel rendelkezik. A The Beverly Hills Playhouse növendékeként tanult színészetet. Már tízévesen érdekelte a színjátszás, fellépett az iskolai színtársulatban, ahol eljátszotta többek között Julius Ceasart. 
Pályafutása 1978-ban indult, de első figyelemreméltó szerepét 1981-ben kapta az Eszelős hajsza című filmben. 1984-ben Robert De Niro mellett volt látható a Volt egyszer egy Amerika című Sergio Leone-gengszterfilmben. Az 1980-as évek során szerepelt még az Arizonai ördögfióka (1987), a Különös kegyetlenséggel (1987), a Patty Hearst (1988) és a Nincs irgalom (1989) című filmekben.
1990-ben a Dick Tracy negatív szereplője volt, a Tompafej névre hallgató képregényszereplőt megformálva. 1991-ben a pszichopata bűnöző Richie-t, Steven Seagal karakterének ellenlábasát alakította emlékezetes módon a Törvényre törve című akciófilmben. Ugyanebben az évben őrült motorosként tűnt fel a mozivásznon, a hasonló műfajú Hideg, mint a kő egyik szereplőjeként. 1992-ben egy filmdráma, a Tánc a vízen szereplőgárdájának tagja volt. Az 1993-ban indult, rövid életű The Untouchables című drámasorozatban Al Caponét játszhatta el. 1995-ben következett a Leszámolás Denverben, majd egy évvel később egy újabb gengszterszerep, ezúttal Sammy Gravano megformálása a Gotti-ban. 1998-ban egy elítélt gyilkost játszott a Tűzvihar című akcióthrillerben.
A 2010-es Dear Mr. Gacy című kanadai filmben John Wayne Gacy sorozatgyilkost alakította.

## Magánélete
Háromszor házasodott. Első felesége (1980 és 1984 között) Lisa Katselas filmproducer volt. Második feleségével, Marisa Roebuckkal 1986-tól 1988-ig élt házasságban. 
Harmadik feleségét Marjolein Booy korábbi divatmodellt 1992-ben vette feleségül, egy gyermekük született. 

## Filmográfia

### Film
| Év   | Magyar cím                                | Eredeti cím                             | Szerep                                       | Magyar hang          |
| ---- | ----------------------------------------- | --------------------------------------- | -------------------------------------------- | -------------------- |
| 1978 |                                           | Coach                                   | nézőközönség tagja (stáblistán nem szerepel) |                      |
| 1978 |                                           | Long Shot                               | Billy                                        |                      |
| 1981 |                                           | King of the Mountain                    | Big Tom                                      |                      |
| 1981 | Eszelős hajsza                            | Smokey Bites the Dust                   | Kenny                                        | Weil Róbert          |
| 1983 |                                           | The Man Who Wasn't There                | Pug Face Crusher                             |                      |
| 1984 | Volt egyszer egy Amerika                  | Once Upon a Time in America             | Phil 'Kancsal' Stein                         | Barbinek Péter       |
| 1984 | Volt egyszer egy Amerika                  | Once Upon a Time in America             | Phil 'Kancsal' Stein                         | Sörös Sándor         |
| 1984 | Cloak és Dagger                           | Cloak & Dagger                          | Morris                                       |                      |
| 1985 |                                           | The Lightship                           | Gene                                         |                      |
| 1985 |                                           | Savage Dawn                             | Pigiron                                      |                      |
| 1987 | Arizonai ördögfióka                       | Raising Arizona                         | Evelle                                       | Kerekes József       |
| 1987 | Különös kegyetlenséggel                   | Extreme Prejudice                       | Buck Atwater őrmester                        | Szabó Sipos Barnabás |
| 1987 |                                           | Weeds                                   | Burt The Booster                             |                      |
| 1988 | Patty Hearst                              | Patty Hearst                            | Teko                                         | Megyeri János        |
| 1989 | Nincs irgalom                             | Dead Bang                               | Arthur Kressler                              | Végh Péter           |
| 1989 | Nincs irgalom                             | Dead Bang                               | Arthur Kressler                              | Gyabronka József     |
| 1989 | Tavaszi vizek                             | Torrents of Spring                      | Polozov herceg                               | Hankó Attila         |
| 1989 |                                           | Sons                                    | Mikey                                        |                      |
| 1990 | Dick Tracy                                | Dick Tracy                              | Tompafej                                     | Sörös Sándor         |
| 1991 | Fogd a nőt és ne ereszd!                  | Career Opportunities                    | gondnok                                      | Sótonyi Gábor        |
| 1991 | Törvényre törve                           | Out for Justice                         | Richie Madano                                | Kránitz Lajos        |
| 1991 | Hideg, mint a kő                          | Stone Cold                              | Penge Hensley                                | Papp János           |
| 1991 | Hideg, mint a kő                          | Stone Cold                              | Penge Hensley                                | Bognár Tamás         |
| 1992 | Tánc a vízen                              | The Waterdance                          | Bloss                                        | Sörös Sándor         |
| 1992 | Életre-halálra                            | American Me                             | J.D.                                         |                      |
| 1992 | Mordály a tarsolyomban                    | The Gun in Betty Lou's Handbag          | Billy Beaudeen                               | Vass Gábor           |
| 1993 |                                           | Relentless 3                            | Walter Hilderman                             |                      |
| 1994 | Telitalálat                               | Direct Hit                              | Hatch                                        | Rosta Sándor         |
| 1995 | Leszámolás Denverben                      | Things to Do in Denver When You're Dead | Franchise                                    | Várkonyi András      |
| 1995 |                                           | Beyond Desire                           | Ray Patterson                                |                      |
| 1995 | SID 6.7 – A tökéletes gyilkos             | Virtuosity                              | William Cochran                              | Jakab Csaba          |
| 1995 |                                           | Palookaville                            | Sid Dunleavy                                 |                      |
| 1995 | Halhatatlanok                             | The Immortals                           | Tim James                                    | Uri István           |
| 1995 |                                           | Thriller Zone                           | Marcus Deerfield                             |                      |
| 1996 | A félelmek iskolája                       | The Substitute                          | Holland                                      | Halmágyi Sándor      |
| 1996 | Veszélyben                                | For Which He Stands                     | Johnny Rochetti                              |                      |
| 1996 | A szikla                                  | The Rock                                | Ernest Paxton FBI-ügynök                     | Uri István           |
| 1996 |                                           | Rule of Three                           | Mitch                                        |                      |
| 1997 | Alvilági blues                            | Big City Blues                          | Hudson                                       |                      |
| 1998 | Tűzvihar                                  | Firestorm                               | Randall Alexander Shaye                      | Barbinek Péter       |
| 1998 |                                           | The Pass                                | Charles Duprey                               |                      |
| 1998 |                                           | Soundman                                | Frank Rosenfeld                              |                      |
| 1998 | A pokol konyhája                          | Hell's Kitchen                          | Lou                                          | Gesztesi Károly      |
| 1999 |                                           | Row Your Boat                           | Gil Meadows                                  |                      |
| 1999 | Az utolsó seriff                          | The Last Marshal                        | DeClerc                                      |                      |
| 1999 | 4 nap                                     | Four Days                               | Milt                                         |                      |
| 1999 | Állj, vagy jövök!                         | Blue Streak                             | Hardcastle nyomozó                           | Várkonyi András      |
| 1999 | Tök alsó                                  | Deuce Bigalow: Male Gigolo              | Chuck Fowler nyomozó                         | Juhász György        |
| 1999 | Egy bérgyilkos naplója                    | 18 Shades of Dust                       | Tommy Cucci                                  |                      |
| 1999 | Az elveszett paradicsom                   | Paradise Lost                           | Mike Stark                                   |                      |
| 2000 | Nyomd a lóvét!                            | Luck of the Draw                        | Max Fenton                                   | Jakab Csaba          |
| 2000 | Nyomd a lóvét!                            | Luck of the Draw                        | Max Fenton                                   | Kovács Levente       |
| 2000 |                                           | Civility                                | Andrew LeBretian                             |                      |
| 2000 |                                           | G-Men from Hell                         | Dean Crept                                   |                      |
| 2001 | Kamuzsaru                                 | Camouflage                              | Alton Owens                                  | Holl Nándor          |
| 2001 |                                           | Blue Hill Avenue                        | Torrance nyomozó                             |                      |
| 2001 |                                           | Sharkman                                | Tom Reed                                     |                      |
| 2001 |                                           | Outlaw                                  | Ted Castle                                   |                      |
| 2002 |                                           | Coastlines                              | Fred Vance                                   |                      |
| 2002 | Sűrű lé                                   | Hard Cash                               | Bo Young                                     |                      |
| 2002 | Az igazság órája                          | City by the Sea                         | Spyder                                       | Haás Vander Péter    |
| 2003 |                                           | The Technical Writer                    | Joe                                          |                      |
| 2003 | Mentőosztag                               | The Librarians                          | Simon                                        | Sörös Sándor         |
| 2004 |                                           | The Last Letter                         | Mr. Griffith                                 |                      |
| 2005 |                                           | The L.A. Riot Spectacular               | George Holliday                              |                      |
| 2005 | Az 1000 halott háza 2. – A sátán bosszúja | The Devil's Rejects                     | John Quincy Wydell seriff                    | Sörös Sándor         |
| 2006 | A bűn színe                               | Freedomland                             | Boyle nyomozó                                | Ujlaki Dénes         |
| 2006 |                                           | Jam                                     | Ted                                          |                      |
| 2007 | 88 perc                                   | 88 Minutes                              | Frank Parks FBI-ügynök                       | Konrád Antal         |
| 2007 |                                           | Southern Gothic                         | Pitt                                         |                      |
| 2007 |                                           | Hack!                                   | Willy                                        |                      |
| 2007 | Halloween                                 | Halloween                               | Ronnie White                                 | Sörös Sándor         |
| 2008 | Stiletto                                  | Stiletto                                | Alex                                         | Faragó András        |
| 2008 |                                           | iMurders                                | Uberoth professzor                           |                      |
| 2009 |                                           | The Nail: The Story of Joey Nardone     | Massimo                                      |                      |
| 2009 |                                           | Happy in the Valley                     | Stewart                                      |                      |
| 2010 |                                           | Dear Mr. Gacy                           | John Wayne Gacy                              |                      |
| 2010 |                                           | The Rig                                 | Jim Fleming                                  |                      |
| 2010 |                                           | To Hell with You (rövidfilm)            | Smith                                        |                      |
| 2011 | L.A., Gyűlöllek                           | L.A., I Hate You                        | Rip nagybácsi                                |                      |
| 2011 | Született motorosok                       | Born to Ride                            | Jack Steele                                  | Németh Gábor         |
| 2011 |                                           | Slip & Fall                             | Jerry                                        |                      |
| 2011 |                                           | Inkubus                                 | Gil Diamante nyomozó                         |                      |
| 2011 | Bingo, zsebesnek áll a világ              | Loosies                                 | Tom Edwards százados                         | Kertész Péter        |
| 2011 |                                           | Jesse                                   | Vince, a keresztapa                          |                      |
| 2012 |                                           | Infected                                | Dr. Ed Dennehey                              |                      |
| 2013 |                                           | Road to Juarez                          | Doug Hermann                                 |                      |
| 2013 |                                           | The Ghost Club: Spirits Never Die       | Stanley                                      |                      |
| 2014 |                                           | Tom Holland's Twisted Tales             | Mr. Smith                                    |                      |
| 2014 |                                           | Hidden in the Woods                     | Costello nagybácsi                           |                      |
| 2015 |                                           | Echoes of War                           | Randolph McCluskey                           |                      |
| 2015 |                                           | Laugh Killer Laugh                      | Frank Stone                                  |                      |
| 2015 |                                           | The Networker                           | Charles Mangano                              |                      |
| 2016 |                                           | The Midnight Man                        | Fairbanks                                    |                      |
| 2016 |                                           | The Bronx Bull                          | Jake LaMotta                                 |                      |
| 2016 |                                           | The Hollow                              | John 'Big John' Dawson                       |                      |
| 2016 |                                           | The Unlikely's                          | Jet Black                                    |                      |
| 2017 | Kisvárosi ütközet                         | Check Point                             | a seriff                                     | Sörös Sándor         |
| 2019 | Dermesztő hajsza                          | Cold Pursuit                            | Brock 'Wingman' Coxman                       | Faragó András        |
| 2019 |                                           | Vault                                   | Buddy Providence                             |                      |
| 2019 |                                           | Awake                                   | Roger Bower                                  |                      |
| 2019 |                                           | Run with the Hunted                     | Augustus                                     |                      |
| 2020 |                                           | Roe v. Wade                             | Potter Stewart                               |                      |
| 2020 |                                           | I Am Fear                               | Marco                                        |                      |
| 2020 |                                           | A Perfect Plan                          | Grayson                                      |                      |
| 2021 |                                           | Ida Red                                 | Lawrence Twilley                             |                      |
| 2021 |                                           | God's Not Dead: We the People           | Robert Benson                                |                      |
| 2023 |                                           | Open                                    | Edgar J. Steadman százados                   |                      |

### Televízió

#### Tévéfilm
| Év   | Magyar cím            | Eredeti cím                                  | Szerep               | Magyar hang  |
| ---- | --------------------- | -------------------------------------------- | -------------------- | ------------ |
| 1981 |                       | The Miracle of Kathy Miller                  | Mark                 |              |
| 1985 |                       | Command 5                                    | Hawk                 |              |
| 1988 |                       | Baja Oklahoma                                | Tommy Earl Browner   |              |
| 1992 | Aljas indokból        | Willing to Kill: The Texas Cheerleader Story | Terry Harper         |              |
| 1993 |                       | A Kiss to Die For                            | Mike Stoller nyomozó |              |
| 1996 |                       | Stories from the Edge                        | ismeretlen szerep    |              |
| 1996 | Gotti                 | Gotti                                        | Sammy Gravano        | Gáti Oszkár  |
| 1997 |                       | First Time Felon                             | Sorley               |              |
| 1998 | Menekülő ellenségek   | Ambushed                                     | Mike Organski        | Orosz István |
| 1998 | Egy maréknyi aranyért | Dollar for the Dead                          | Dooley               | Vass Gábor   |
| 2005 |                       | Larva                                        | Jacob Long           |              |
| 2005 |                       | Hammerhead: Shark Frenzy                     | Tom Reed             |              |
| 2006 |                       | Prone to Violence                            | narrátor             |              |
| 2007 | Landolás              | Final Approach                               | Silas Jansen         |              |

#### Sorozat
| Év        | Magyar cím                        | Eredeti cím                    | Szerep                   | Megjegyzések                    |
| --------- | --------------------------------- | ------------------------------ | ------------------------ | ------------------------------- |
| 1982      |                                   | CHiPs                          | Thrasher                 | 1 epizód                        |
| 1982      |                                   | Tales of the Gold Monkey       | Kurt                     | 1 epizód                        |
| 1983      | Zsarublues                        | Hill Street Blues              | Richard Brady            | 1 epizód                        |
| 1983      | T. J. Hooker                      | T.J. Hooker                    | sebesült merénylő        | 1 epizód                        |
| 1983      |                                   | Fame                           | Snake                    | 1 epizód                        |
| 1985      |                                   | The Long Hot Summer            | Isaac                    | 1 epizód                        |
| 1990      |                                   | Blind Faith                    | Ferlin L'Heureux         | minisorozat (1 epizód)          |
| 1992      |                                   | Cruel Doubt                    | John Crone rendőrfőnök   | 1 epizód                        |
| 1993–1994 |                                   | The Untouchables               | Al Capone                | főszereplő (42 epizód)          |
| 1998      | Cybill                            | Cybill                         | Bruce                    | 1 epizód                        |
| 1999      |                                   | Dead Man's Gun                 | Harlan Riddle            | 1 epizód                        |
| 2001      | Rejtélyek kalandorai              | Mysterious Ways                | Luther Skoals            | 1 epizód                        |
| 2001–2002 | Undercover – A titkos csapat      | UC: Undercover                 | Sonny Walker             | főszereplő (7 epizód)           |
| 2002–2003 | John Doe – A múlt nélküli ember   | John Doe                       | Digger                   | főszereplő (21 epizód)          |
| 2005      |                                   | Wild Card                      | Stuart Dresden           | 1 epizód                        |
| 2007      | A horror mesterei                 | Masters of Horror              | Buster                   | 1 epizód                        |
| 2007      | Las Vegas                         | Las Vegas                      | Luke nagybácsi           | visszatérő szereplő (5. évad)   |
| 2007–2009 | Törtetők                          | Entourage                      | Eddie Kapowski           | 1 epizód                        |
| 2010      | CSI: Miami helyszínelők           | CSI: Miami                     | Chris Sutter százados    | 1 epizód                        |
| 2011–2012 | Boardwalk Empire – Gengszterkorzó | Boardwalk Empire               | Munya "Manny" Horvitz    | visszatérő szereplő (2-3. évad) |
| 2011–2012 | A mentalista                      | The Mentalist                  | Steve Rigsby             | 2 epizód                        |
| 2012–2013 | Maffiadoktor                      | Mob Doctor                     | Constantine Alexander    | főszereplő (13 epizód)          |
| 2013      |                                   | Twisted Tales                  | Mr. Smith                | 1 epizód                        |
| 2014      | A törvény embere                  | Justified                      | Michael                  | 1 epizód                        |
| 2015–2017 | Hawaii Five-0                     | Hawaii Five-0                  | Harry Brown magánnyomozó | 2 epizód                        |
| 2016      | Daredevil                         | Daredevil                      | Dutton                   | 1 epizód                        |
| 2016      |                                   | The Making of the Mob: Chicago | önmaga                   |                                 |
| 2017      |                                   | Chicago Justice                | David Zachariah          | 1 epizód                        |
| 2017      | Gyilkos elmék: Túl minden határon | Criminal Minds: Beyond Borders | Oleg Antakov             | 1 epizód                        |
| 2018      | Az ember a Fellegvárban           | The Man in the High Castle     | J. Edgar Hoover          | 7 epizód                        |
| 2019      | Magnum                            | Magnum P.I.                    | Harry Brown magánnyomozó | 2 epizód                        |
| 2020      |                                   | Primitive                      | Caro Kann                | 1 epizód                        |
| 2021      |                                   | Gravesend                      | Santini Traffato         | 2 epizód                        |

## Fordítás
- Ez a szócikk részben vagy egészben  a   William Forsythe (actor) című angol Wikipédia-szócikk ezen változatának fordításán alapul.  Az eredeti cikk szerkesztőit annak laptörténete sorolja fel. Ez a jelzés csupán a megfogalmazás eredetét és a szerzői jogokat jelzi, nem szolgál a cikkben szereplő információk forrásmegjelöléseként.